# Rikard Salwén
Erik Rikard Salwén, född den 12 juli 1873 i Falun, död där den 21 maj 1950, var en svensk militär.
Salwén blev underlöjtnant 1895 och löjtnant 1900 vid Dalregementet. Han genomgick Krigshögskolan 1902–1904. Salwén var generalstabsaspirant 1906–1908 och befordrades till kapten 1910. Åren 1912–1916 var han lärare vid Infanteriskjutskolan. Salwén blev major vid generalstaben 1917 placerad som stabschef vid V. arméfördelningen 1917–1921. Efter befordran till överstelöjtnant 1921 var han chef för Infanteriskjutskolan 1921–1926. Han blev överste 1926 och var chef för Dalregementet 1926–1933.
Salwén bedrev språkstudier i Ryssland 1897–1898, 1905 och 1909–1910. Under 1922 tjänstgjorde han i den franska armén. Han var sakkunnig i utredningen angående Infanteriskjutskolans förläggning och organisation 1917–1918. Salwén utarbetade förslag till skjutinstruktioner 1918–1919 och 1922–1923 samt exercisreglemente 1923–1924. Han var ledamot av Krigsvetenskapsakademien från 1922. Salwén blev riddare av Svärdsorden 1916, av Nordstjärneorden 1923 och av Carl XIII:s orden 1945 samt kommendör av andra klassen av Svärdsorden 1929 och kommendör av första klassen 1932. 
Rikard Salwén var son till direktör Anders Salwén och Ulla Nordlund. Han ingick äktenskap 1900 med Ebba Hamberg (1876–1931), dotter till köpman J.G. Hamberg och Emma Albertina Andersson, och 1932 med Ella Buthmann (1887–1942), dotter till sjökapten H. Buthman och Anna Cecilie Nissen. Makarna Salwén är begravna på Norslunds kyrkogård i Falun.